# Andreas Bube
Andreas Hjartbro Bube (Gladsaxe, 13 juli 1987) is een Deens atleet, die gespecialiseerd is in de 400 en 800 m. Hij nam tweemaal deel aan de Olympische Spelen, maar won hierbij geen medailles.

## Biografie
Bube trad in 2005 voor het eerst aan op een internationaal toernooi, met zijn deelname aan de Europese kampioenschappen atletiek voor junioren, waar hij een achttiende plaats behaalde in de series van de 400 m horden. 
In 2009 nam hij voor het eerst deel aan een seniorentoernooi. Op de Europese indoorkampioenschappen behaalde hij een 22e plaats in de series van de 400 m. Zijn eerste grote succes behaalde hij op de Europese kampioenschappen van 2012 in Helsinki, waar hij de zilveren medaille won op de 800 m in een tijd van 1.48,69, achter de Rus Joeri Borzakovski. Op de Olympische Spelen in Londen datzelfde jaar werd hij op de 800 m in de eerste ronde uitgeschakeld. Op de EK van 2014 in Zürich greep Bube op de 800 m net naast een medaille en eindigde hij vierde.
In 2016 was Bude er op de Olympische Spelen in Rio opnieuw bij en wederom trad hij aan voor de 800 m. Ditmaal kwam hij een ronde verder; in zijn halve finale werd hij zevende in 1.45,87. Tijdens de Europese kampioenschappen indooratletiek 2017 in Belgrado behaalde Bube de zilveren medaille, achter de Pool Adam Kszczot.

## Persoonlijke records
Outdoor
| Onderdeel    | Prestatie | Datum            | Plaats     |
| ------------ | --------- | ---------------- | ---------- |
| 200 m        | 21,68     | 28 juni 2009     | Göteborg   |
| 400 m        | 46,48     | 4 juli 2009      | Oordegem   |
| 600 m        | 1.16,15   | 24 augustus 2014 | Birmingham |
| 800 m        | 1.44,89   | 20 juli 2012     | Monaco     |
| 400 m horden | 52,61     | 3 september 2005 | Skive      |

Indoor
| Onderdeel | Prestatie | Datum            | Plaats    |
| --------- | --------- | ---------------- | --------- |
| 200 m     | 22,08     | 28 februari 2009 | Skive     |
| 400 m     | 47,95     | 1 maart 2009     | Skive     |
| 800 m     | 1.47,19   | 4 februari 2017  | Karlsruhe |
| 1500 m    | 3.43,05   | 20 februari 2016 | Spala     |

## Palmares

#### 800 m
Kampioenschappen
- 2011: 4e in serie EK indoor - 1.53,18
- 2011: 6e in ½ fin. WK - 1.45,48
- 2012:  EK - 1.48,69
- 2012: 6e in serie OS - 1.46,40
- 2013: 4e in serie EK indoor - 1.51,88
- 2014: 4e EK - 1.45,21
- 2015: 5e in serie WK - 1.48,94
- 2016: 7e in ½ fin. OS - 1.45,87
- 2016: 4e in ½ fin. EK - 1.47,55
- 2017:  EK indoor - 1.49,32
- 2018: 6e EK - 1.45,92

Diamond League-podiumplekken
- 2015:  Bislett Games – 1.47,40
- 2015:  DN Galan – 1.45,78

#### 4x400 m
- 2014: 7e in serie EK - 3.08,12